# Pierre-Louis-André Boris
Pierre-Louis-André Boris, francoski general, * 1878, † 1946.